# Uperoleia daviesae
Az Uperoleia daviesae a kétéltűek (Amphibia) osztályának békák (Anura) rendjébe, a Myobatrachidae családba, azon belül az Uperoleia nembe tartozó faj.

## Előfordulása
Ausztrália endemikus faja. Elterjedési területe Ausztrália északi része, az Északi területen a Howard-folyó és az Elizabeth-folyó vízgyűjtő területei.

## Megjelenése
Kis termetű békafaj, testhossza elérheti a 2,5 cm-t. Háta szürke vagy szürkésbarna, sötétebb foltokkal és néha középen egy vékony, narancssárga hosszanti csíkkal. A szájszéltől a karig néha egy apró, halványbarnasárga vagy fehér sáv is húzódik. A hasa halvány rózsaszínű, fehér foltokkal. A hímek torka sötétszürke. Az ágyék és a combok hátsó része élénk narancssárga vagy vörös. A lábakon néha vízszintes sávok láthatók. Pupillája vízszintes elhelyezkedésű, a szivárványhártya ezüstszínű. Mellső lábainak ujjai között nincs úszóhártya, a hátsókén félig van, ujjai végén nincsenek korongok. A paratoid mirigyek nagy méretűek és néha halvány narancsbarna színűek.

## Életmódja
Nyáron, az esős évszakban szaporodik. A petéket a nőstény egyenként rakja le a vízfelszín alá a vízfelszín alatti növényzethez rögzítve. Az ebihalak hossza elérheti a 4 cm-t, sötétbarna színűek. Gyakran a víztestek alján maradnak. Nem ismert, hogy mennyi idő alatt fejlődnek békává.

## Természetvédelmi helyzete
A vörös lista a veszélyeztetett fajok között tartja nyilván. Populációja csökken, erőesen fragmentált. Élőhelyét Darwin város terjeszkedése és a környéken található homok kitermelése veszélyezteti.